# Georg Stucky
Pour les articles homonymes, voir Stucky.
Georg Stucky, né le 6 octobre 1930 à Bâle (originaire de Konolfingen) et mort le 29 août 2020, est un juriste et homme politique suisse, membre du Parti radical-démocratique.
Il est conseiller d'État du canton de Zoug de 1975 à 1990 et conseiller national de 1979 à 1999.

## Biographie
Les parents de Georg Stucky étaient le pasteur Georg Stucky et l'économiste Emma Stucky, née Walder.
Il étudie le droit de 1950 à 1954 à Zurich, Berlin et Bâle et obtient son doctorat en 1955. Il obtient son brevet d'avocat en 1957 et part ensuite à l'étranger pour travailler pour l'industrie pétrolière. Il est consul honoraire de Suisse en Libye de 1963 à 1967. À son retour, il devient directeur général de la filiale suisse de Texaco de 1968 à 1970 puis directeur général de l'Union pétrolière suisse de 1971 à 1979. Il est par ailleurs membre des conseils d'administration de Sika, de Metro AG et de Marc Rich Holding de 1985 à 2001.
Il siège au conseil d'administration de Crypto AG de 1992 à 2016 et en est le président de 2002 à 2016,. En 2020, à la suite d'articles de presse selon lesquels l'entreprise aurait appartenu aux services de renseignement américain (CIA) et allemand (BND) via des sociétés écrans liechtensteinoises dans le cadre de l'opération Rubicon, en Libye, il fait savoir par l'intermédiaire de son épouse qu'il n'en a pas le souvenir. Selon elle, son mari serait gravement malade. À la demande de Crypto AG, il était intervenu avec succès en 1993 auprès du conseiller fédéral Jean-Pascal Delamuraz pour obtenir le déblocage d'exportations.
Outre ses fonctions politiques et économiques, Georg Stucky est président du conseil de la paroisse évangélique réformée du canton de Zoug de 1974 à 1975 et président de 1998 à 2007 de l'Organisation des Suisses de l'étranger.
Il se marie à deux reprises et vit à Baar. Il décède en août 2020 à l'âge de 89 ans.

## Parcours politique
Georg Stucky se présente avec succès en 1975 à l'élection au Conseil d'État zougois, alors qu'il n'a encore exercé aucune fonction politique. Il reste au gouvernement jusqu'en 1990, à la tête de la Direction des finances, et le préside de 1983 à 1984.
Il siège au Conseil national de 1979 à 1999, où il exerce notamment la présidence de la Commission de l'économie et des redevances (CER) de fin 1997 à fin 1999. Il est également membre de la Commission de l'environnement, de l'aménagement du territoire et de l'énergie (CEATE).
En janvier 1989, il se porte candidat au sein de son parti pour la succession d'Elisabeth Kopp au Conseil fédéral, mais se voit préférer Kaspar Villiger.
Après son retrait du Conseil national, il préside le Groupe de travail Suisse-Europe.

### Positionnement politique
Il fait partie de l'aile industrielle et néo-libérale de son parti.

### Politique de bas taux d'imposition
Georg Stucky est considéré comme l'un des artisans, voire l'artisan, de la politique de bas taux d'imposition de Zoug, qui a fait passer le canton de l'un des plus pauvres à l'un des plus prospères de Suisse,,. L'arrivée d'entreprises commerciales a permis de créer des emplois et de dégager des excédents budgétaires. En conséquence, les impôts ont pu être réduit à neuf reprises au cours de ses seize années de mandat en tant que directeur des finances. Georg Stucky est resté convaincu de cette politique même après son retrait de la vie politique. Selon lui, la situation économique du canton l'a obligé à agir. Il a cependant également mis en garde contre l'idéologisation des baisses d'impôts et souligné que les augmentations d'impôts ne devaient pas être taboues en cas de besoin. Il a en outre regretté à plusieurs reprises une perte de la beauté du paysage en raison de la forte activité de construction qui a suivi le boom économique déclenché par sa politique. Il était cependant d'avis que cette évolution ne l'emportait pas sur les aspects positifs du boom et qu'il avait eu raison de s'en accommoder,. Georg Stucky n'avait pas prévu, selon ses propres dires, l'ampleur des changements que la politique de bas taux d'imposition a entraînés pour le canton de Zoug.